# Двадцать четвёртая проблема Гильберта
Двадцать четвёртая проблема Гильберта — математическая проблема, которая не была опубликована как часть списка из 23 проблем, известных как проблемы Гильберта, но была включена в оригинальные заметки Давида Гильберта. Задача ставит вопрос о критерии простоты в математических доказательствах и разработке теории доказательств с возможностью доказать, что данное доказательство является самым простым.
24-я проблема была вновь открыта немецким историком Рюдигером Тиле в 2000 году. Он отметил, что Гильберт не включил 24-ю проблему ни в лекцию, представляющую проблемы Гильберта, ни в какие-либо опубликованные тексты. Друзья Гильберта и его коллеги-математики Адольф Гурвиц и Герман Минковский были тесно вовлечены в проект, но не знали об этой проблеме.